# Saam Kapadia
Saam Kapadia, född 23 juli 1971, är en svensk projektledare och producent. Tidigare har han arbetat som journalist som för bland annat Sveriges Television, Utbildningsradion och Sveriges Radio. 
Han mottog stora journalistpriset år 1999 för sin bevakning av Kosovokriget för Sveriges Television och Marcus Öhlanderpriset samma år för sin utrikesbevakning. Åren 2004–2005 var han programledare för utrikesmagasinet Världen på Kunskapskanalen, och 2006–2007 var han programledare för radioprogrammet Konflikt på Sveriges Radio P1.
År 2009 var han redaktör för bokprojektet "Fred! 100 röster mot våld och krig". Boken gavs ut av bokförlaget Max Ström och trycktes i 150 000 exemplar. Den skickades gratis till alla Sveriges 123 400 sextonåringar i september 2009. Saam Kapadia erhöll i november 2009 tillsammans med förläggare Jeppe Wikström Icke-våldsfondens konstnärspris för boken Fred!. I maj 2010 belönades boken och dess redaktörer med Svenska freds- och skiljedomsföreningens fredspris Eldh-Ekblad-priset. 
Från november 2009 till juni 2017 var Saam Kapadia redaktör och sedan projektledare och producent för SVT:s utrikesmagasin Korrespondenterna som flera gånger nominerades till tv-priset Kristallen. Programmet är numera nedlagt.
2017-2023 arbetade Saam Kapadia som projektledare, producent och redaktör på SVT med bland annat nyhetsprogrammen Aktuellt och Rapport, Utrikesbyrån samt flera andra aktualitetsprogram och dokumentärfilmer på nyhetsdivisionen och programdivisionen inom SVT.
2022 prisbelönades Saam Kapadia med Kristallen för årets faktaprogram som projektledare för Under kniven som leddes och producerades av Erik Galli. 
2023 prisades Saam Kapadia med Kristallen för årets faktaprogram som exekutiv producent för Stockholms gängkrig – bakom rubrikerna. 